# Pennon

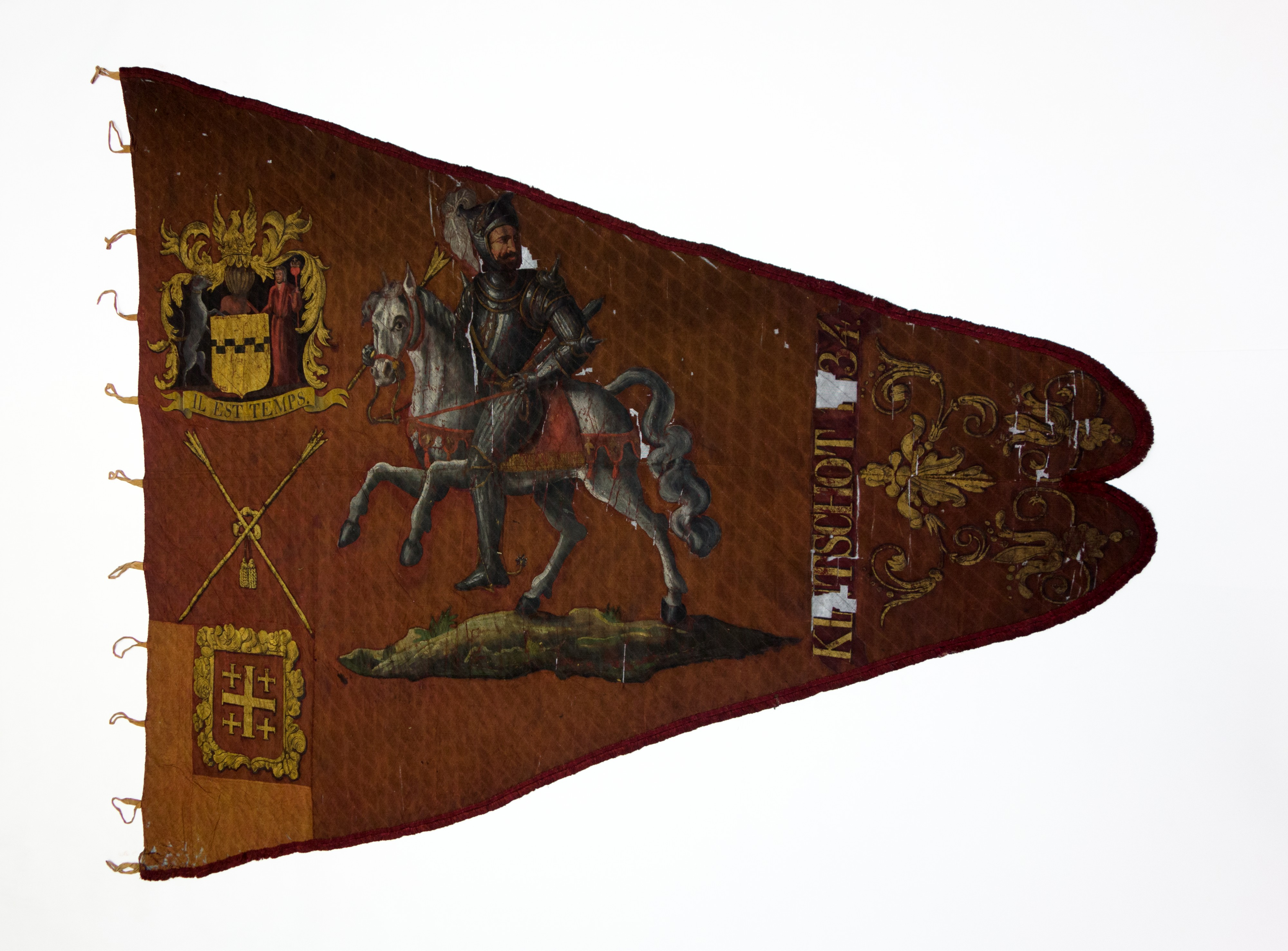
Französisches Pennon von 1634

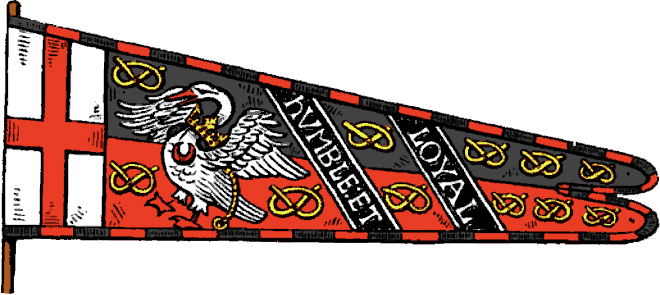
Pennon von Sir Henry de Stafford, um 1475

Das Pennon ist ein dreieckiger Wimpel zumeist aus Seide, der an einer Lanze angebracht wird.
Das Wort Pennon leitet sich vom lateinischen penna ab, was Flügel oder auch Feder bedeutet.

## Geschichte
Im Mittelalter war es der Lanzenschmuck des einfachen Ritters. Ein Ritter, der zum Bannerherrn wurde, schnitt einfach nur sein Pennon ab, um sein Banner zu erhalten. Von dieser Praktik rührt auch die französische Redensart: faire de pennon bannière (zu deutsch: „im Rang steigen“) her. Ein Pennonträger hatte auch das Recht, eine Kopie seines Pennons aus Metall auf seine Burg zu setzen.